# ۵۳۲ (پیش از میلاد)
۵۳۲ (پیش از میلاد) ۵۳۲مین سال قبل از تقویم میلادی است.